# فيلمانتاس ديليس
فيلمانتاس ديليس (بالليتوانية: Vilmantas Dilys) مواليد 6 أكتوبر 1987 في أوتينا، الجمهورية الليتوانية السوفيتية الاشتراكية، هو لاعب كرة سلة ليتواني. بدأ مسيرته الاحترافية في سنة 2003.

## المسيرة الاحترافية
لعب مع زالغيريس لكرة السلة من سنة 2004 إلى 2006، ثم لعب مع نادي ساكالي لكرة السلة في موسم 2008–2009، ثم لعب مع تريسكيرشن ليونز في موسم 2009–2010، ثم لعب مع ليتوفوس رايتس من سنة 2011 إلى 2013.

## روابط خارجية
- هذه المقالة غير مرتبط بويكي بيانات